# 重慶航空
重慶航空（じゅうけい-こうくう）は中華人民共和国で2007年に運行開始した重慶市にある航空会社である。

## 概要
重慶航空は2007年6月16日に設立された。中国南方航空（60%）と重慶市開発投資公司（40％）が出資している。資本金は12億元（日本円で約180億円）である。本拠地は重慶江北国際空港である。2007年7月8日に重慶-上海線に就航、重慶-桂林、重慶-北京線も同時に開業した。中国各地の他、2018年にはハノイに就航し、国際線へも進出している。

## 就航路線
- 重慶-北京/首都、上海/浦東、南京、杭州、温州、武漢、長沙、広州、深圳、三亜、昆明、シーサンパンナ、大理、麗江、シャングリラ、騰衝

## コードデータ
- IATA航空会社コード：OQ
- ICAO航空会社コード：CQN
- コールサイン：CHONG QING

## 運行機材

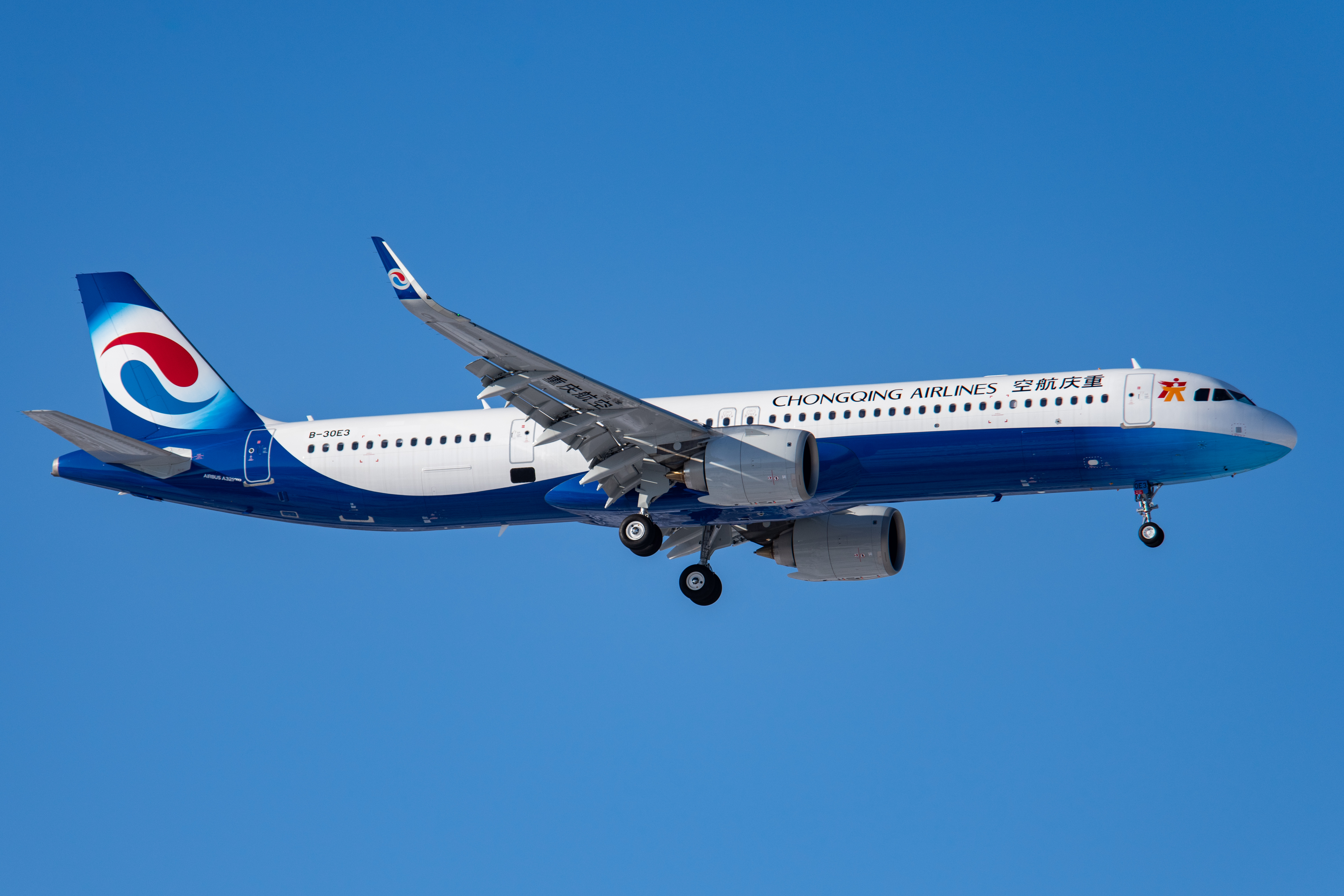
エアバスA321neo

2018年11月現在、重慶航空が保有している機材は以下の通り。
- エアバスA319 6機
- エアバスA320 17機
- エアバスA320neo 3機